# أيفيند أندرياسن
أيفيند أندرياسن (بالنرويجية البوكمول: Eivind Andreassen)‏ هو لاعب كرة قدم ومدرب كرة قدم نرويجي، ولد في 16 يناير 1962 في مو إي رانا في النرويج. لعب مع ترومسو إيدريتسلاغ.